# Takashi Watanabe
Takashi Watanabe (jap. 渡部 高志 Watanabe Takashi; ur. 22 lipca 1957 w Sapporo) – japoński reżyser znany przede wszystkim z filmów i seriali anime. Do jego najbardziej znanych dzieł należą takie serie jak Ognistooka Shana, Slayers czy też Ichiban Ushiro no Dai Maō.

## Życiorys
Podczas studiowania sztuki na Uniwersytecie Tōkai jednocześnie pracował w nieistniejącym już studio Topcraft, gdzie był istotnym animatorem filmu Nausicaä z Doliny Wiatru, wyreżyserowanego przez Hayao Miyazakiego i wydanego w 1984 roku. Po rozwiązaniu Topcraft w 1985 roku nawiązał współpracę ze studiem Gallop, gdzie zajmował się scenorysami. W późniejszym okresie stał się niezależny i pracował nad wieloma tytułami typu OVA. W 1989 roku ożenił się z animatorką Naomi Miyatą.
W 1995 roku rozpoczął pracę nad jednym ze swoich najpopularniejszych dzieł, Slayers, które wraz z kolejnymi seriami (Slayers Next i Slayers Try) odniesie duży sukces. W 2005 roku nakręcił swój pierwszy film Kino no Tabi -the Beautiful World-. W tym samym roku powstała też pierwsza seria nadzwyczaj popularnego anime Shakugan no Shana, a w późniejszych latach film oraz sequel tejże serii. Jego ostatnią pracą jest sequel do sagi Slayers, Slayers Revolution (2008).

## Znane prace

### Anime
- Boogiepop Phantom
- Ichiban ushiro no Dai Maō
- Ikki Tousen
- Kino no tabi: Nanika o suru tame ni – life goes on.
- Miracle Giants Dome-kun
- Lost Universe
- Shin Hokuto no Ken
- Slayers
- Slayers NEXT
- Slayers TRY
- Slayers REVOLUTION
- Slayers Evolution-R
- Shakugan no Shana
- Shakugan no Shana Second
- Starship Operators

### Muzyka
- Full Metal Panic!
- Full Metal Panic? Fumoffu